# Kanton Mulhouse-Est
Mulhouse-Est is een voormalig kanton van het Franse departement Haut-Rhin. Het kanton maakte deel uit van het arrondissement Mulhouse tot op 22 maart 2015 de toenmalige kantons van Mulhouse werden opgeheven en de stad over drie nieuwe kantons werd verdeeld. 
Het kanton omvatte uitsluitend een deel van de gemeente Mulhouse.